# Åkerbo och Skinnskattebergs tingslag
Åkerbo och Skinnskattebergs tingslag var ett tingslag i Västmanlands län i Västmanlands västra domsaga. Dess område omfattade västra Västmanlands län. Tingsstället var Köping.
Tingslaget bildades den 1 september 1906 av Åkerbo tingslag och Skinnskattebergs tingslag då med namnet Västmanlands västra domsagas tingslag. Den 1 januari 1929 (enligt beslut den 14 juni 1928) överfördes Snevringe tingslag till Västmanlands västra domsaga och detta tingslag namnändrades då till Åkerbo och Skinnskattebergs tingslag
Tingslaget uppgick den 1 januari 1971 i Köpings tingsrätt.

## Ingående områden

### Socknarna i häraderna
- Åkerbo härad
- Skinnskattebergs bergslag

### Kommuner (från 1952)
- Kung Karls landskommun
- Medåkers landskommun
- Bro-Malma landskommun
- Skinnskattebergs landskommun
- Kungsörs köping
- Arboga stad
- köpings stad från 1958